# オーストリアのイスラム教

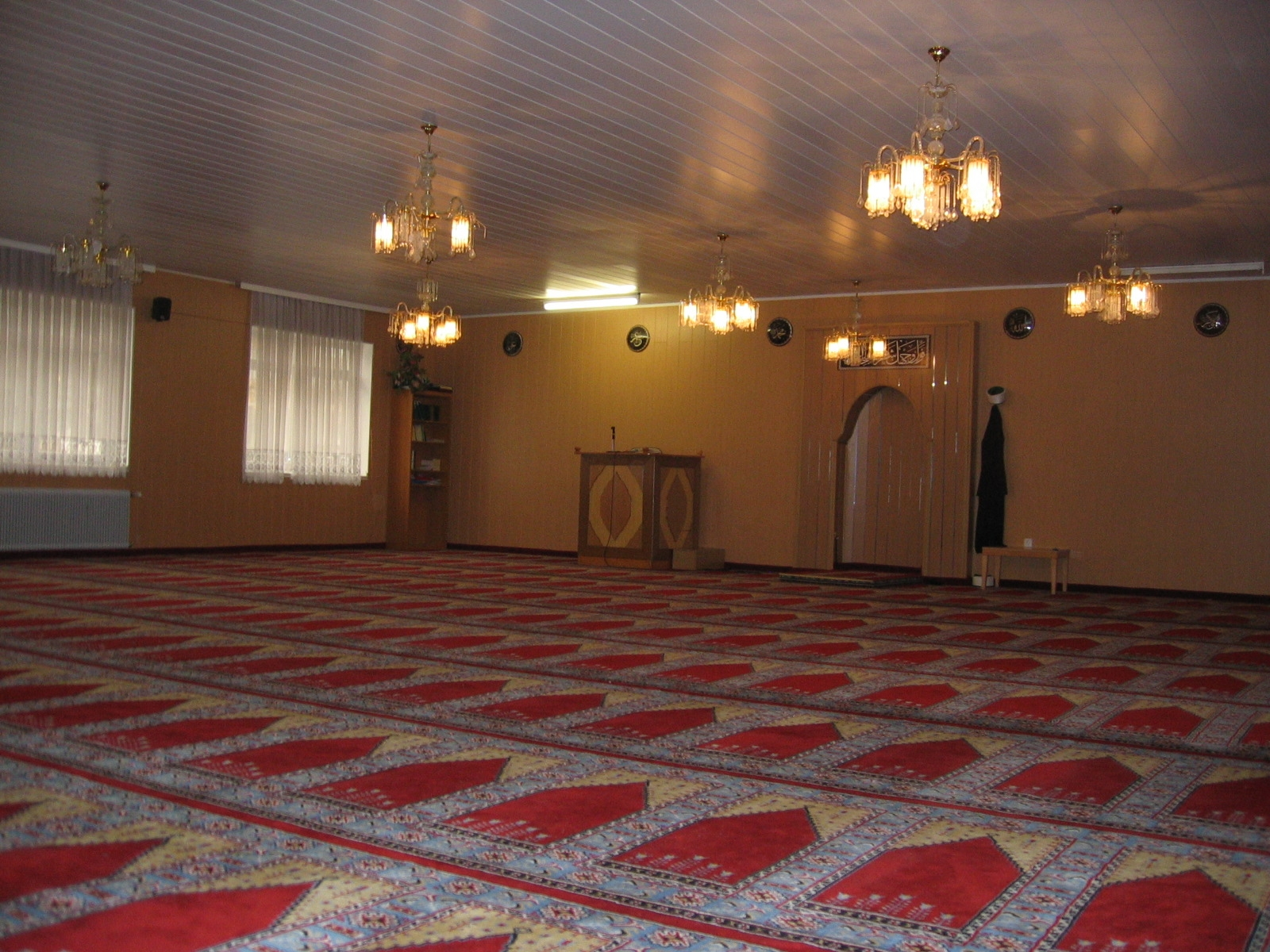
ザルツブルクにあるモスクの内部

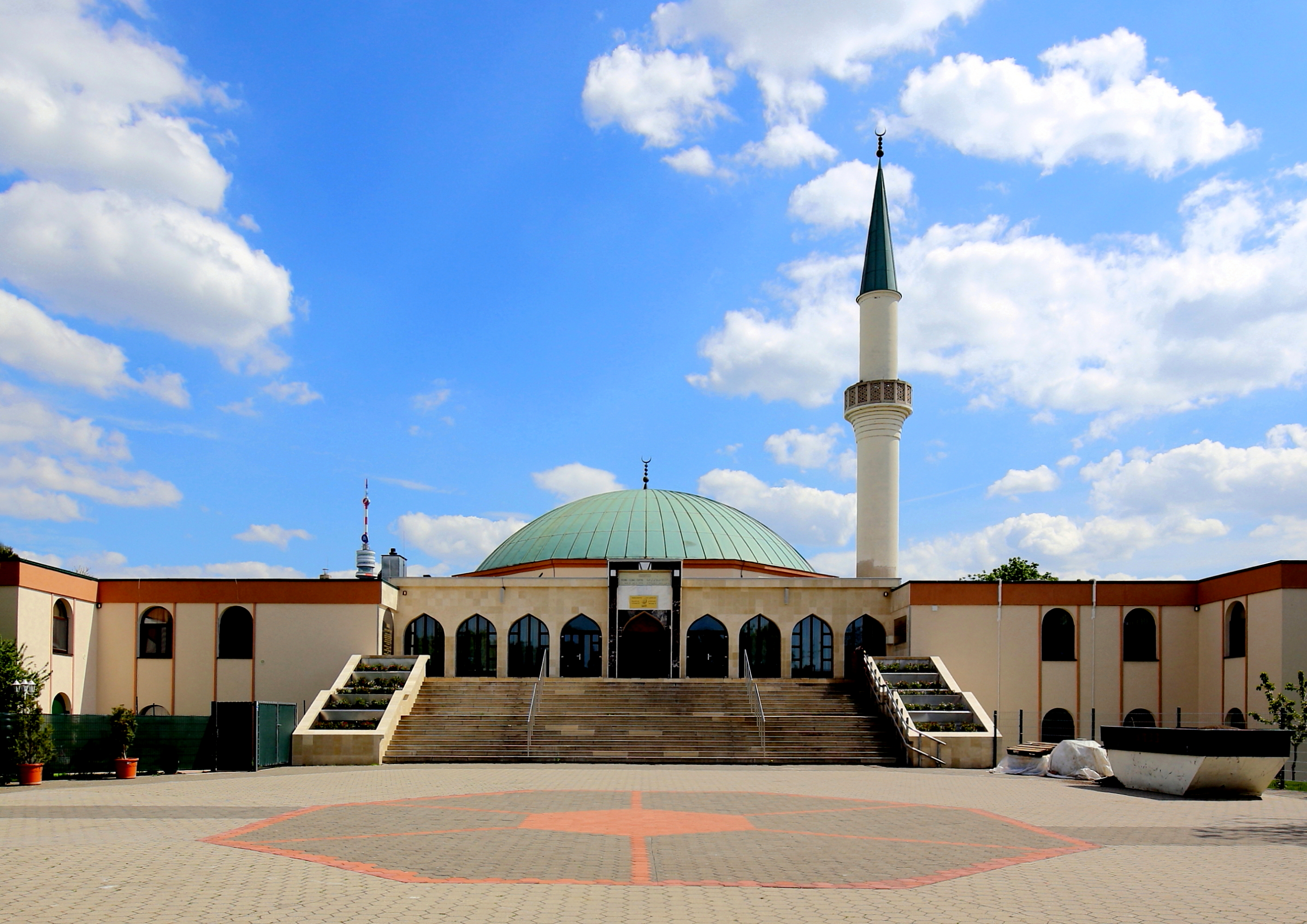
ウィーンのイスラム教センター

本項目では、オーストリアのイスラム教について記述する。

## 概要
オーストリアにおいてイスラム教は信者数では少数派であり、2001年の国勢調査によると全人口の4.22%がムスリム（イスラム教徒）である。しかし、2010年時点において、オーストリア国内には約40～50万人のムスリムが居住していると推定されており、全人口の約6％まで信者の占める割合が増加している。大多数のムスリムは1960年代にトルコやボスニア・ヘルツェゴヴィナから出稼ぎの移民労働者としてオーストリアにやってきた。この他にも、アラブ人やパキスタンに出自を持つ者によるイスラム教コミュニティが形成されている。
オーストリアの州の内、最西部にあるフォアアールベルク州は小規模な工業都市や村で構成されており、フォアアールベルク州はオーストリア国内で最もムスリムの占める割合が高い地域となっている（州人口の8.36%、国境を接するスイスの北東部でも同様の傾向が見られる）。フォアアールベルク州に次いでムスリムの多い地域は首都ウィーンであり、人口の7.82%を占める。国内中央部にあるザルツブルク州、オーバーエスターライヒ州, チロル州、ニーダーエスターライヒ州がこれに続き、国内全体の平均とほぼ同じ割合のムスリムが居住している。国内南東部にあるシュタイアーマルク州、ケルンテン州は東部にあるブルゲンラント州と同様にムスリムの占める割合が低く、国内平均を下回っている。
オーストリアは西ヨーロッパ諸国の中において、ムスリムに対し認知された宗教コミュニティの地位を付与している唯一の国家である。発端はオーストリア＝ハンガリー帝国が1878年、ベルリン条約によりボスニア・ヘルツェゴヴィナの行政権を手にした時代に遡る。オーストリアはムスリムコミュニティにおける信教の自由を「Anerkennungsgesetz（認知法）」と呼ばれる法で規制していた。この法律はオーストリアムスリムコミュニティ（Islamische Glaubensgemeinschaft in Österreich）が設立された1979年に再発効された。オーストリアムスリムコミュニティは州立学校において宗教教育の授業を設ける資格を与えられている。この組織は「教会税」を取ることも許可されているが、これまでのところこの権利を行使してはおらず、オーストリア国内で金銭管理を行うモスクの建設も行っていない。2013年、オーストリアはイスラム教の一宗派であるアレヴィー派に対し、宗教コミュニティの地位を付与した。
ほぼ同様の構造がイスラム教の宗派内においても存在している。信仰生活はトルコ系、ボスニア系、アラブ系住民が主に信仰する宗派の組織に属するモスクの内部において行われている。トルコ系住民が主に信仰する組織が属する「トルコ・イスラム教協会連盟」は宗務総局の管轄下にある。一方で、SüleymancısやMilli Görüşといったその他のグループはドイツに本部がある汎ヨーロッパ組織の支部と考えられている。

## 民族別のムスリム数

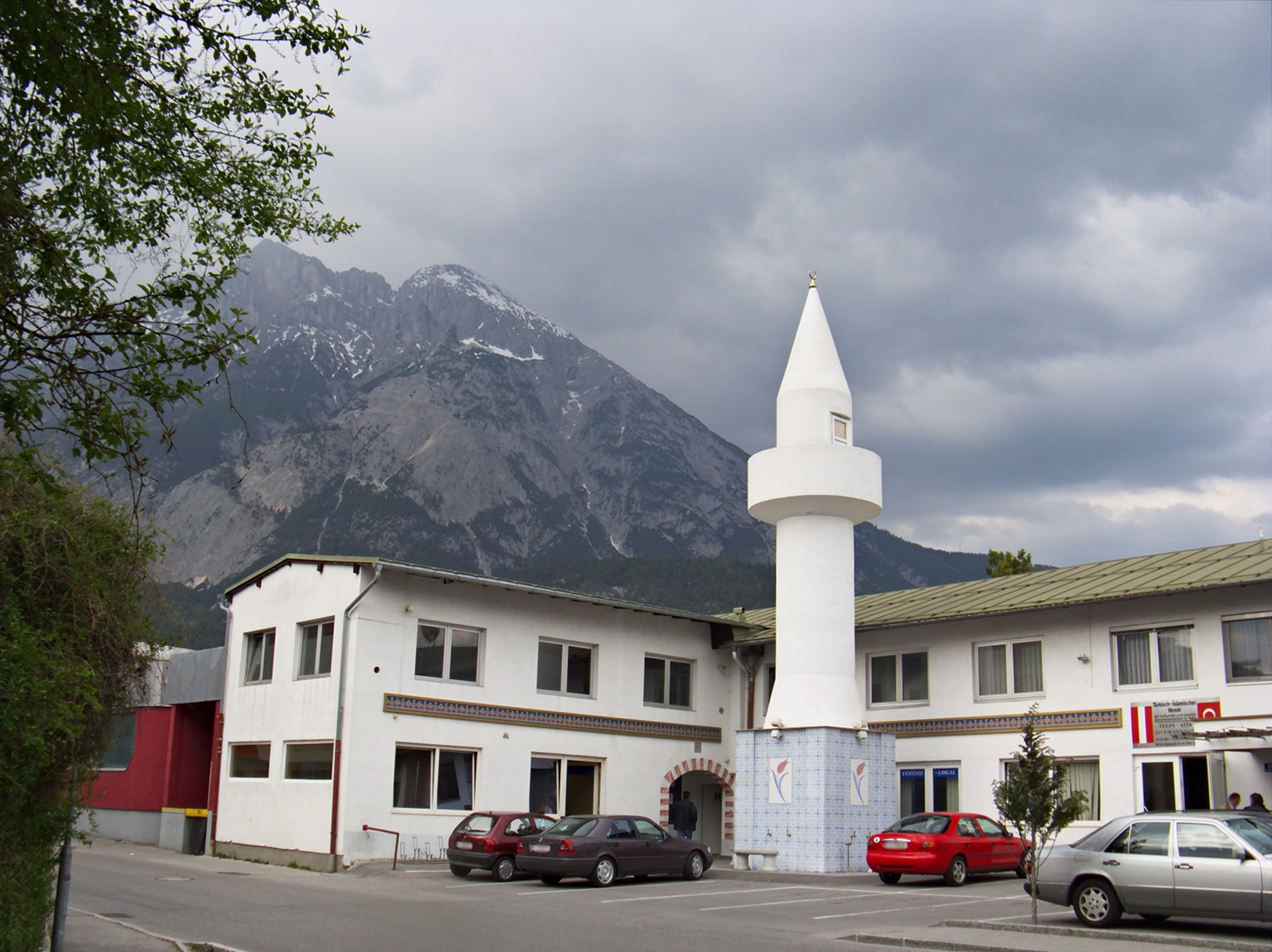
チロル州・テルフスにあるモスク

| 出自           | 人口     | 註    |
| -------------- | -------- | ----- |
| トルコ系       | 500,000+ | [ 3 ] |
| ボシュニャク系 | 128,047  | [ 4 ] |
| アフガン系     | 31,300   |       |
| クルド系       | 26,770   |       |
| チェチェン系   | 25,000   | [ 5 ] |
| イラン系       | 12,452   |       |
| アラブ系       | 12,100   |       |
| パキスタン系   | 8,490    |       |

## 参考資料
- Abid, Lise Jamila (8 2006). “Muslims in Austria: Integration through Participation in Austrian Society”. Journal of Muslim Minority Affairs 26 (2):  263–278. doi:10.1080/13602000600937770.

- Kroissenbrunner, Sabine (July 2003). “Islam and Muslim Immigrants in Austria: Socio-Political Networks and Muslim Leadership of Turkish Immigrants”. Immigrants and Minorities 22 (2-3):  188–207. doi:10.1080/0261928042000244826.
- Study for Bundesministerium des Innern: Perspektiven und Herausforderungen in der Integration muslimischer MitbürgerInnen in Österreich, Mathias Rohe, Universität Erlangen. 2006年5月（ MilitantIslamMonitor.Orgによる要約：Radical Islam in Europe: Austrian government study concludes 45 % of Muslims unwilling to integrate）
- Anna Strobel: Unique Legal Status - Muslims in Austria Herder Korrespondenz, 2006/4, P. 200-2004
- Census 2001: Population 2001 according to religious affiliation, languages, origin and nationality（PDF、ドイツ語）オーストリア統計局